# الاوالا
الاوالا (به انگلیسی: Alavala) یک منطقهٔ مسکونی در هند است که در آندرا پرادش واقع شده‌است.